# Kyūsaku Yumeno
Kyūsaku Yumeno (夢野 久作 Yumeno Kyūsaku?,  Fukuoka, Prefectura de Fukuoka, Japón, 4 de enero de 1889 - Tokio, Japón, 11 de marzo de 1936), cuyo nombre de nacimiento era Naoki Sugiyama (杉山 直樹 Sugiyama Naoki?), fue un novelista y escritor japonés, activo durante la era Shōwa. Su seudónimo de "Kyūsaku Yumeno" literalmente se traduce como una persona que siempre sueña; Sugiyama fue una persona conocida por su vanguardismo y narraciones surrealistas, salvajemente imaginativas y fantásticas, incluso rozando lo bizzaro.

## Primeros años
Kyūsaku Yumeno nació bajo el nombre de Naoki Sugiyama en la ciudad de Fukuoka, Japón, el 4 de enero de 1889. Su padre, Shigemaru, era una figura importante en el influyente grupo nacionalista conocido como genyōsha. Sus padres se divorciaron cuando tenía dos años y fue criado por su abuelo paterno, Saburō Sugiyama.  
Después de graduarse de la escuela secundaria Fukuoka Prefectural Shūyūkan High School, asistió al Departamento de Literatura de la Universidad de Keiō, pero abandonó sus estudios siguiendo las órdenes de su padre (quien no deseaba que su hijo siguiera una carrera literaria) y regresó a su hogar para ayudar a cuidar de la granja familiar. En 1926, decidió convertirse en un sacerdote budista, pero luego de haber vivido un par de años en el monasterio, volvió a la casa de sus padres, está vez bajo el nombre de Taidō Sugiyama. Para ese entonces, Suyigama había desarrollado un fuerte interés en el nō, una de las manifestaciones más destacadas del drama musical japonés, sobre todo del género de historias de fantasmas y eventos sobrenaturales. Consiguió un empleo como periodista independiente para el periódico Kyūshū Nippō (que más tarde se convirtió en el Nishinippon Shimbun), a la par que escribía relatos de ficción.

## Carrera literaria
El primer éxito literario de Suyigama fue un cuento infantil titulado Shiraga Kozō (El niño del cabello blanco) en 1922, el cual fue, sin embargo, relativamente ignorado por el público. No fue hasta la publicación de su primera novela, Ayakashi no Tsuzumi, publicada en la revista Shin-Seinen, que su nombre se hizo conocido.
Sus trabajos posteriores incluyen Binzume Jigoku (1928), Kori no Hate (1933), Shōjo Jigoku y la que es quizás su novela más significativa, Dogra Magra (1935), considerada como uno de los precursores de la ciencia ficción moderna de Japón, la cual también fue adaptada a una película en 1988.
Dogra Magra ejemplifica la literatura gótica japonesa. En la historia, el protagonista/narrador despierta en un hospital con amnesia. Se entera de que fue objeto de un experimento por un psiquiatra ya muerto, mientras los médicos trabajan para recuperar sus recuerdos. No está claro si fue un asesino psicótico o la víctima de un extraño experimento psicológico, pero se dice que asesinó a su madre, esposa, y que heredó sus tendencias psicóticas de un ancestro loco. Esta obra se encuentra fuertemente influenciada por el psicoanálisis de Sigmund Freud y proporciona una visión histórica en el desarrollo del estudio del psicoanálisis en la Universidad de Kyūshū.
Suyigama falleció el 11 de marzo de 1936 de una hemorragia cerebral, mientras hablaba con un invitado en su hogar.